# Cuculus crassirostris
Il cuculo sparviero di Sulawesi, cuculo sulawesi o cuculastore di Sulawesi (Cuculus crassirostris Walden, 1872) è un uccello della famiglia Cuculidae.

## Distribuzione e habitat
Questo uccello è endemico dell'Indonesia.

## Tassonomia
Cuculus crassirostris non ha sottospecie, è monotipico.